# توکای زمین‌خراش
توکای زمین‌خراش یا توکای کاردکی (نام علمی: Psophocichla litsitsirupa) توکایی است از راسته گنجشک‌سانان که متعلق به تیره توکایان است. توکای کاردک در جنوب و شرق آفریقا زندگی می‌کند.